# Jitka (cràter)
Jitka és un cràter d'impacte en el planeta Venus de 13 km de diàmetre. Porta el nom d'un antropònim eslovac, i el seu nom va ser aprovat per la Unió Astronòmica Internacional el 1997.